# Média móvel

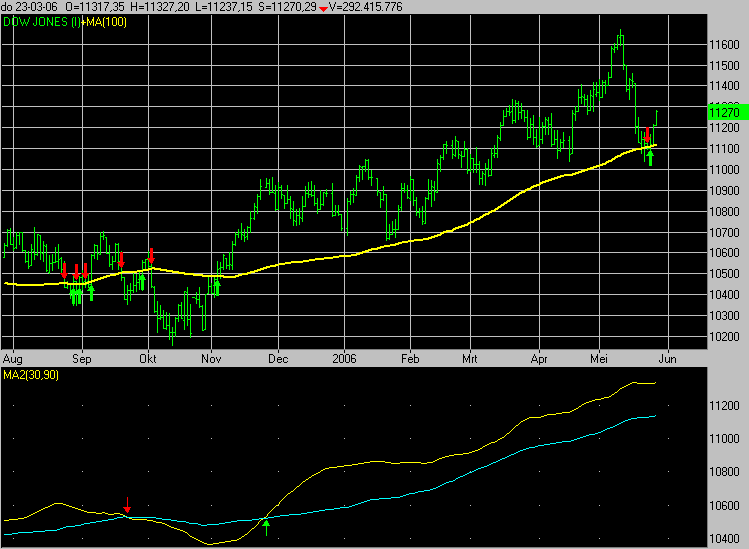
Exemplo de médias móveis plotadas em sob preços de ativos

Em Estatística, uma média móvel (MM) é um estimador calculado a partir de amostras sequenciais da população. E, em processamento de sinais, a MM é um tipo de filtro FIR de passa-baixas. 
Os seus tipos mais comuns são a média móvel simples (ou média móvel aritmética - MMA), média móvel cumulativa e média móvel ponderada (MMP).
Outras variações da MM desenvolvidas ao longo dos anos, incluem:
- média móvel exponencial (MME, Exponential Moving Average)[3]
- media móvel adaptativa de Kaufman (Kaufman's Adaptive Moving Average)[4][5]
- Triangular [6]
- suavizada (ou amortecida)[7]
- Exponencial Dupla[8] ou Tripla[9].

Dada uma sequência de valores, o primeiro elemento em uma média móvel é a média da primeira subsequência finita destes valores. Médias móveis são comumente usadas com séries temporais para suavizar flutuações curtas e destacar tendências de longo prazo. O limiar entre curto e longo prazo depende da aplicação, bem como dos parâmetros da média móvel, como por exemplo, o tamanho da subsequência. Médias móveis são frequentemente usadas com análise técnica em mercados de capitais tal qual na análise da tendência dos preços de ativos financeiros em bolsas de valores.

## Média móvel simples
A aplicação da média móvel simples, MMS ou SMA (Simple Moving Average),  sobre uma sequência {\displaystyle (p_{i})_{i=1}^{m}} resulta na sequência das médias das subsequências de n elementos da sequência, tal que {\displaystyle n<m}, e {\displaystyle n,m\in \mathbb {N} }. Desta maneira, dado uma sequência de m elementos {\displaystyle P=(p_{1},\dots ,p_{m})}, o cálculo de um termo qualquer da sequência resultante pela média móvel é dado por
{\displaystyle {\begin{aligned}{\overline {\rm {p}}}_{i}&={\frac {p_{i+1}+\cdots +p_{i+n}}{n}}\\&={\frac {1}{n}}\sum _{j=1}^{n}p_{i+j}\\{\text{e }}{\overline {\rm {p}}}_{i+1}&={\overline {\rm {p}}}_{i}+{p_{n+i+1} \over n}-{p_{i+1} \over n}.\end{aligned}}}
É preciso expandir os extremos de uma sequência de dados por n-1 elementos para aplicar a média móvel a todos os seus elementos; a maneira mais simples de fazer essa expansão é adicionar n-1 zeros aos seus extremos.
A média móvel simples possui 3 formas de ser aplicada: considerando-se os n elementos posteriores, futuros como foi feito acima; os n elementos anteriores, passados (como em séries temporais); ou considerando-se ainda elementos anteriores e posteriores. Neste último caso, apenas n/2 elementos devem ser adicionados aos dois extremos.

## Média móvel ponderada
A aplicação da média móvel ponderada, MMP ou WMA (weighted moving average), sobre uma sequência {\displaystyle (p_{i})_{i=1}^{m}} resulta na sequência das médias ponderadas por pesos diferentes, {\displaystyle w_{j}}, das subsequências de n elementos da sequência, tal que {\displaystyle n<m}, e {\displaystyle n,m\in \mathbb {N} }. Desta maneira, dado uma sequência de m elementos {\displaystyle P=(p_{1},\dots ,p_{m})}, o cálculo de um termo qualquer da sequência resultante pela média móvel ponderada é dado por
{\displaystyle {\begin{aligned}{\overline {\rm {p}}}_{i}&={\frac {p_{i+1}w_{1}+\cdots +p_{i+n}w_{n}}{\sum _{j=1}^{n}w_{j}}}\\&={\frac {\sum _{j=1}^{n}p_{i+j}w_{j}}{\sum _{j=1}^{n}w_{j}}}\\\end{aligned}}}
As mesmas regras de expansão se repetem para a média móvel ponderada. Os pesos usados para uma média móvel ponderada podem ser quaisquer, contudo a forma mais comum consiste em adotar uma combinação linear simples como {\displaystyle w_{j}=j}. A diferença da média ponderada para a média móvel comum é que a ponderada adota pesos quaisquer para seus dados, enquanto que na média móvel comum todos os dados possuem o mesmo peso. 

## Média móvel exponencial
A aplicação da média móvel exponencial, MME ou EMA (Exponential Moving Average),  sobre uma sequência {\displaystyle (p_{i})_{i=1}^{m}} resulta na sequência das médias ponderadas por potências de {\displaystyle \alpha } das subsequências de n elementos da sequência, tal que {\displaystyle n<m}, e {\displaystyle n,m\in \mathbb {N} }. Desta maneira, dado uma sequência de m elementos {\displaystyle P=(p_{1},\dots ,p_{m})}, o cálculo de um termo qualquer da sequência resultante pela média móvel exponencial é dado por
{\displaystyle {\begin{aligned}{\overline {\rm {p}}}_{i}&=\alpha p_{i+1}+\alpha (1-\alpha )p_{i+2}+\cdots +\alpha (1-\alpha )^{i+n-1}p_{i+n-1}+(1-\alpha )^{i+n}p_{i+n}\\&={\alpha \sum _{j=1}^{n-1}{p_{i+j}(1-\alpha )^{j-1}}}+(1-\alpha )^{i+n}p_{i+n}\\{\text{tal que }}\alpha &={\frac {2}{s+1}}~,~s\in \mathbb {N} ^{*}.\end{aligned}}}
As mesmas regras de expansão se repetem para a média móvel exponencial. A diferença da média exponencial para a média móvel comum é que a exponencial coloca um peso maior nos dados mais recentes, enquanto os dados mais antigos ficam com pesos cada vez menores; na média móvel comum todos os dados possuem o mesmo peso. A média móvel exponencial é uma versão especialista da média móvel ponderada, note que na exponencial todos os seus pesos são potências, o que implica em uma relação não-linear entre os dados, estão no intervalo entre 0 e 1, {\displaystyle \forall j(w_{j}\in [0,1])} e que o somatório dos seus pesos é necessariamente igual a um, {\displaystyle \sum _{j=1}^{n}w_{j}=1}. 

## Média móvel adaptativa de Kaufman
A média móvel adaptativa de Kaufman, MMAK ou KAMA (Kaufman's adaptive moving average), é uma variação da média móvel exponencial, porém menos sujeita a ruídos nos dados; sequências de dados que variam rapidamente recebem pesos menores nos valores mais recentes (desconsiderando-se a tendência atual), e sequências de dados que variam lentamente recebem pesos maiores nesses valores (seguindo-se a tendência atual). A fórmula de MMAK é idêntica a MME, porém o cálculo de {\displaystyle \alpha } é feito de forma diferente;
{\displaystyle {\begin{aligned}\alpha &=\left({\frac {|p_{i+1}-p_{i+n}|}{\sum _{j=1}^{n-1}|p_{i+j}-p_{i+j+1}|}}\left({\frac {2}{e+1}}-{\frac {2}{a+1}}\right)+{\frac {2}{a+1}}\right)^{2};~a>e~{\text{e}}~a,e\in \mathbb {N} ^{*}.\end{aligned}}}
Os valores recomendados por Kaufman para a e e são respectivamente 30 e 2, que correspondem ao maior e ao menor subconjunto que desejamos considerar para influenciar o resultado das médias.

## Uso da EMA para Estimativas de Risco
EMA ou EWMA (exponentially weighted moving average) é usada como índice financeiro de medição de risco para parâmetros como:
- Volatilidade: neste caso, a série de retornos diários com n observações é ponderada por um fator de decaimento. As observações mais recentes no tempo são ponderadas com um peso maior que as observações mais remotas. O peso de uma observação decai exponencialmente com n.

- Correlação: São mais suscetíveis a ruído (mais instáveis) que as estimativas de volatilidade. Se a coleta de dados for feita de forma assíncrona pode destruir os padrões de correlação. Mudanças de regime ou paradigmas econômicos impactam a produção de padrões de correlação, assim, dados históricos não podem ser utilizados.

Para obter uma matriz de correlação válida a partir de uma estimativa ruidosa amostral é necessário, em geral, uma estimação paramétrica - Método de Rebonato e Peter Jaeckel .